# Contea di Sclafani
Le  Contea di Sclafani  est un vignoble de la région Sicile doté d'une appellation DOC depuis le 21 août 1996.
Seuls ont droit à la DOC les vins récoltés à l'intérieur de l'aire de production définie par le décret. Les vignobles autorisés se situent en province de Palerme dans les communes de Valledolmo, Caltavuturo, Alia et Sclafani Bagni ainsi qu'en partie sur le territoire des communes Petralia Sottana, Castellana Sicula, Castronovo di Sicilia, Cerda, Aliminusa, Montemaggiore Belsito et Polizzi Generosa ainsi qu'en Vallelunga Pratameno et Villalba en province de Caltanissetta et dans la commune Cammarata en province d'Agrigente.

## Cépages
Les cépages utilés sont : Catarratto bianco comune, Ansonica (ou Inzolia), Grecanico dorato, Grillo, Chardonnay, Pinot blanc, Sauvignon, Nero d'Avola, Perricone, Nerello mascalese, Cabernet sauvignon, Pinot noir, Syrah, Merlot et Sangiovese
Actuellement, l'appellation Contea di Sclafani est subdivisée en sous-appellations selon le cépage.

## Vins, appellations
Les appellations sont:
- Contea di Sclafani Ansonica
- Contea di Sclafani Cabernet Sauvignon
- Contea di Sclafani Cabernet Sauvignon riserva
- Contea di Sclafani Catarratti
- Contea di Sclafani Chardonnay
- Contea di Sclafani Grecanico
- Contea di Sclafani Grillo
- Contea di Sclafani Merlot
- Contea di Sclafani Merlot riserva
- Contea di Sclafani Nerello Mascalese
- Contea di Sclafani Nero d'Avola
- Contea di Sclafani Nero d'Avola riserva
- Contea di Sclafani Perricone
- Contea di Sclafani Perricone riserva
- Contea di Sclafani Pinot Bianco
- Contea di Sclafani Pinot Nero
- Contea di Sclafani Pinot Nero riserva
- Contea di Sclafani Sangiovese
- Contea di Sclafani Sangiovese riserva
- Contea di Sclafani Sauvignon
- Contea di Sclafani Spumante
- Contea di Sclafani Syrah
- Contea di Sclafani Syrah riserva
- Contea di Sclafani bianco
- Contea di Sclafani novello
- Contea di Sclafani rosato
- Contea di Sclafani rosso
- Contea di Sclafani rosso riserva